# Nikolai Tsjoezjikov
Nikolai Tsjoezjikov (Oblast Koersk, 5 mei 1938) is een Sovjet-Russisch kanovaarder.
Tsjoezjikov won in 1964 olympisch goud in de K-4.

## Belangrijkste resultaten

### Olympische Zomerspelen
| Editie | Plaats      | Resultaten       |
| ------ | ----------- | ---------------- |
| 1964   | Tokio       | K-4 1000m        |
| 1968   | Mexico-stad | series K-4 1000m |

### Wereldkampioenschappen vlakwater
| Jaar | Plaats       | Resultaten  |
| ---- | ------------ | ----------- |
| 1963 | Jajce        | K-2 1000 m  |
| 1966 | Oost-Berlijn | K-4 10000 m |

1964: Anatoli Grisjin & Vjatsjeslav Ionov & Vladimir Morozov & Nikolai Tsjoezjikov ·
1968: Steinar Amundsen & Tore Berger & Jan Johansen & Egil Søby ·
1972: Valeri Didenko & Joeri Filatov & Vladimir Morozov & Joeri Stetsenko ·
1976: Aleksandr Degtjarev & Joeri Filatov & Vladimir Morozov & Sergej Tsjoechrai ·
1980: Bernd Duvigneau & Rüdiger Helm & Harald Marg & Bernd Olbricht ·
1984: Grant Bramwell & Ian Ferguson & Paul MacDonald & Alan Thompson ·
1988: Attila Ábrahám & Ferenc Csipes & Zsolt Gyulay & Sándor Hódosi ·
1992: Mario von Appen & Oliver Kegel & Thomas Reineck & André Wohllebe ·
1996: Detlef Hofmann & Thomas Reineck & Olaf Winter & Mark Zabel ·
2000: Gábor Horváth & Zoltán Kammerer & Botond Storcz & Ákos Vereckei ·
2004: Gábor Horváth & Zoltán Kammerer & Botond Storcz & Ákos Vereckei ·
2008: Abalmasaw & Litvintsjoek & Machnew & Pjatroesjenka ·
2012: Jacob Clear & Dave Smith & Tate Smith & Murray Stewart ·
2016: Marcus Groß & Max Hoff & Tom Liebscher & Max Rendschmidt